# Михаљ Лантош
Михаљ Лантош (мађ. Lantos Mihály; Будимпешта, 29. септембар 1928 — Будимпешта, 31. децембра 1989) је био мађарски фудбалер и фудбалски тренер.
Највећи део своје играчке каријере је провео у ФК МТК Хунгарија (MTK Hungária FC), где је играо на позицији одбрамбеног играча. Током педесетих године двадесетог века је био члан мађарске златне екипе. Током 1953, је учествовао на чувеној утакмици против Енглеза на Вемблију, а такође и на узвратној утакмици у Будимпешти на Неп стадиону.
У периоду између 1965. и 1967. био помоћник тренера у Олимпијакосу из Пиреја, Грчка. После овога се вратио у Мађарску где је тренирао више клубова, између осталих и Видеотон.

## Каријера

### ФК МТК Хунгарија
За МТК, Лантош, је почео да игра 1948. године. Када је 1949. године Мађарска постала Народна Република Мађарска (комунисти су преузели власт), МТК је постао клуб мађарске тајне полиције (ÁVH). Током те управе име клуба је мењано неколико пута, прво СД Текстилац, па СД Кула, па СД Црвена Застава и на крају опет МТК. Без обзира на сва ова дешавања, током педесетих година двадесетог века МТК је био успешан клуб. Један од разлога успешности је и новина коју су увели играчи Хидегкути и Петар Палоташ и тренер Мартон Букови, а то је играч у улози повученог центарфора, који је збуњивао противнике. У овом тиму је још био и Јожеф Закаријаш, чланови Златног тима и они су освојили три шампионске титуле мађарске, мађарски куп и Митропа куп. Под именом Црвена Застава (Vörös Lobogó), су играли у сезони 1955/56. први одржани европски куп, где је против ФК Андерлехта, Хидегкути дао два гола да би прошли у следеће коло са укупним скором од 10:4.
Са МТК Лантош је освојио три шампионске титуле Мађарске
- 1951.
- 1953.
- 1957/1958.

### Репрезентација
Између 1949. и 1956, Лантош је играо на 52 репрезентативне утакмице и постигао укупно 5 голова.
Свој деби је имао 10. јула 1949. против Пољске, где је Мађарска победила са 8:2.
Као мађарски репрезентативац, помогао је да Мађарска освоји злато у Хелсинкију 1952. и освоји Средњоевропски интернационални куп 1953. такође је играо на обе историјске утакмице против Енглеске, 23. новембра 1953. у Лондону на Вемблију, (6:3) и у Будимпешти када су Мађари победили са 7:1.
Играо је на светском првенству 1954. где је Мађарска освојила друго место. На овом првенству је постигао први гол против Јужне Кореје, где је остварена једна од рекордних победа светских првенстава, 9:0 за Мађаре.

## Клубови у којима је играо
- 1941. — 1943 СК МАВАГ (MÁVAG SK)
- 1943. — 1944 БВСЦ (BVSC)
- 1945. — 1945 МАВ Конзум Елере (MÁV Konzum Elõre)
- 1945. — 1947 СК Вашуташ Елере Будимпешта
- 1948. — 1950 МТК (MTK)
- 1950. — 1951 Текстилеш (Textiles)
- 1951. — 1953 Башћа Будимпешта
- 1953. — 1956 Вереш Лобого Будимпешта
- 1956. — 1961 МТК (MTK)

## Клубове које је тренирао
- 1965. — 1967 ФК Олимпијакос Пиреј (Olympiakos Pireus)
- 1968. — 1975 ФК Бањас Комло (Komlói Bányász)
- 1975. — 1977 ФК Олајбањас Нађканижа (Nagykanizsai Olajbányász)
- 1977. — 1980 ФК Видеотон (Videoton)
- 1980. — 1981 ЗТЕ (ZTE)

## Признања
Као играч:
Мађарска
- Олимпијски шампион
  - 1952.
- Шампион Средњо Европског интернационалног купа
  - 1953.
- Светски куп
  - Финалиста: 1954.

ФК МТК Хунгарија/Текстилац (Textiles) /Кула (Bástya) /Црвена Застава (Vörös Lobogó)
- Шампион Мађарске: 3
  - 1951; 1953; 1958
- Мађарски куп: 1
  - 1952.
- Митропа куп: 1
  - 1955.